# Aleksandr Metlicki
Aleksandr Metlicki (22. travnja 1964.) bivši je bjeloruski nogometaš.